# Tham số hóa
Tham số hóa là quá trình lựa chọn và xác định những tham số cần thiết cho một tiêu chuẩn hoàn thiện hoặc phù hợp của một mô hình hoặc đối tượng hình học.
Tham số hóa cũng là quá trình tìm những phương trình tham số của một đường cong, một mặt hoặc tổng quát hơn một đa tạp hoặc một đa tạp đại số được xác định bởi một phương trình ẩn. Quá trình ngược lại gọi là ẩn hóa.
Đôi khi, việc này có thể chỉ bao gồm nhận dạng những biến hoặc tham số có sẵn. Nếu, ví dụ, mô hình của một tuabin gió và ta quan tâm tới hiệu suất của máy phát điện, thì những tham số quan tâm có thể bao gồm số lượng, chiều dài và bước của cánh quạt.
Rất phổ biến, tham số hóa là một quá trình toán học gồm sự nhận dạng một bộ hoàn thiện của những trục tọa độ hiệu quả hoặc bậc tự do của hệ, quá trình hay mô hình, được nhận thấy là thích hợp với mục đích thiết kế.
Sự tham số hóa của một đường, mặt hoặc thể tích, ví dụ, đưa đến sự nhận dạng của một bộ của trục tọa độ mà cho phép chúng ta nhận dạng độc nhất bất kỳ một điểm (trên đường, mặt hoặc thể tích) với một danh sách trật tự các số. Mỗi trục tọa độ có thể được xác định một cách tham số dưới dạng một đường cong tham số (một chiều) hoặc một phương trình tham số (2 chiều).